# 이브닝 장갑

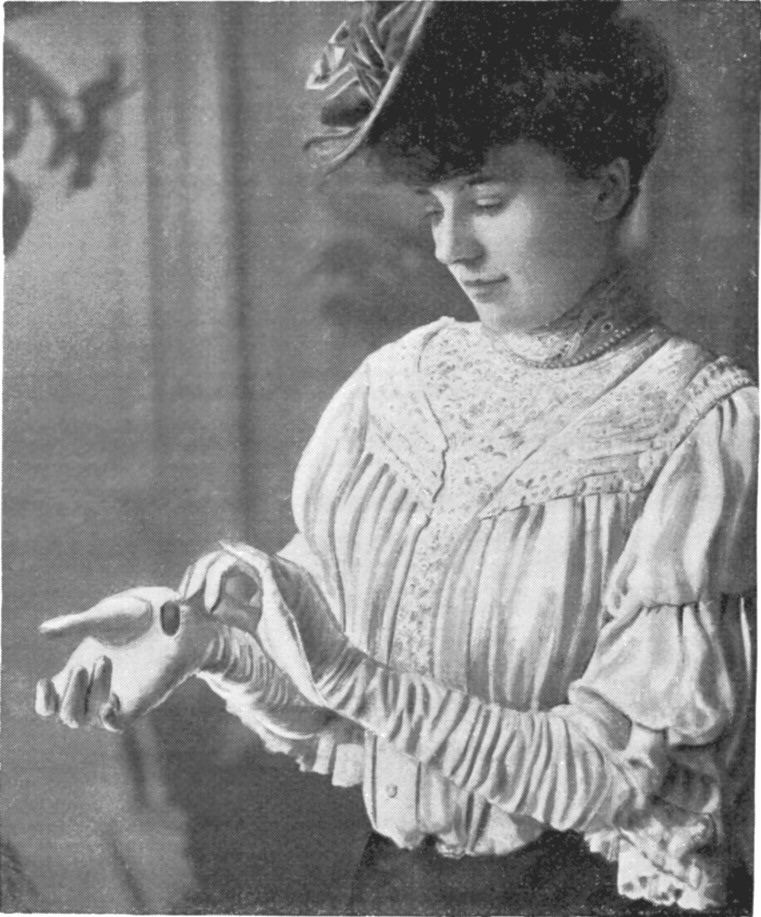
Guanti da opera in capretto bianco per nobildonna

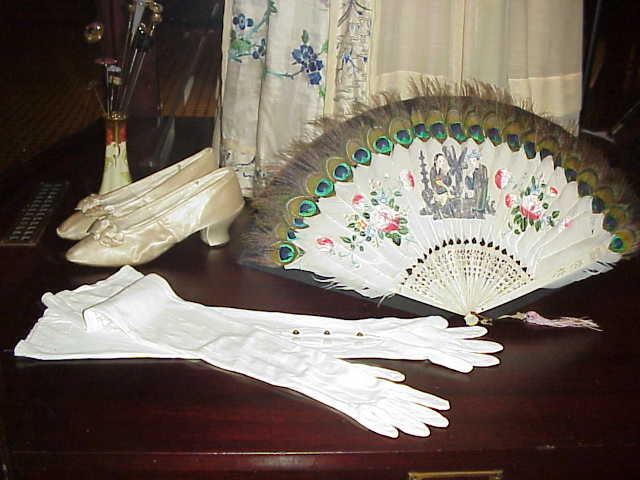
guanto da sera bianco per le donne

여성용 이브닝 장갑은 긴 장갑으로 여성이 정장복으로 착용하며, 보통 이브닝 가운 또는 웨딩 드레스와 같은 정장에 착용하는 장갑이다. 그중 가장 긴 이브닝 장갑을 "오페라 장갑"이라고 한다. "팔꿈치 길이 이상" 부분이 핵심이다. 팔꿈치 바로 아래까지 팔뚝의 상당 부분을 덮는 장갑은, 합법적으로 "긴 장갑"또는 "저녁 장갑"이라고 할 수 있지만 "오페라 장갑"은 아니다. 이 경우 "오페라"라는 용어는 "오페라 길이 장갑"과 "오페라 길이 진주"에서도 볼 수 있듯, 경우보다는 길이와 더 관련이 있을 것이다.
많은 서양식 예복은 기독교 의식 의상에서 파생되었으며, 특히 의식이 엄격하게 규율되는 기독교 교단인들은 가톨릭 교회에서 피부 노출을 줄여야 했다. 이러한 추세에 대응하여 서구에서는 공식 행사나 상류 사회에서도 긴 장갑을 끼고 팔꿈치까지 긴 장갑을 끼고 잠옷과 같은 반팔 또는 민소매 드레스를 입어야 한다. 이러한 점때문에 성스럽고 엄격한 장소에서 예복으로서의 강한 의미를 가지고 있으며, 깔끔하고 깨끗한 여성의 세련된 드레스라고 전해진다.
정장 및 준 정장용 여성용 장갑은 손목, 팔꿈치, 오페라 (팔꿈치 위로, 보통 이두근에 도달하지만 때로는 팔 전체 길이까지)의 세 가지 길이로 제공된다. 가장 고귀한 오페라 길이 장갑은 흰색 키즈 킨으로 맞춤 제작되었다. 다른 많은 종류의 가죽, 가장 일반적으로 부드러운 종류의 소 가죽이 오페라 길이의 장갑을 만드는 데 사용된다. 페이턴트 가죽과 스웨이드는 특히 키즈 킨의 대안으로 인기가 있으며, 종종 키즈 킨보다 더 저렴하다. 새틴 및 스트레치 새틴 소재는 매우 인기가 있으며 대량 생산되는 품종도 있다. 더 특이한 장갑 재료로는 연어, 비단뱀, 가오리로 만든 가죽이 있다.